# Géologie du Sénégal
Cet article fournit diverses informations sur la géologie du Sénégal.

## Cartographie

### Carte géologique au 1/500 000  (mars 2009)
La révision de trois cartes géologiques du Sénégal concerne principalement le substratum géologique sédimentaire, d’âge crétacé supérieur à miocène, le volcanisme du Cap-Vert, d’âge miocène à pléistocène et les formations superficielles pliocènes et quaternaires, et actualise les trois feuilles nord-ouest, nord-est et sud-ouest de la Carte géologique de la République du Sénégal et de la Gambie, réalisée par le Bureau de recherches géologiques et minières (BRGM) en 1962.
En particulier le passage de la découpe chronostratigraphique, qui s’imposait encore dans les années soixante à la découpe lithostratigraphique prévalant à l’heure actuelle se fait avec proposition de noms de groupes, formations et membres et de lieux-types. L’utilisation d’imagerie satellitaire et le géopositionnement par satellite (GPS) améliore considérablement la précision.
La récupération de nombreuses données de sondages pétroliers et hydrauliques accorde une connaissance accrue de la subsurface et une compréhension nouvelle de la tectonique, résultant en l’introduction de failles inconnues auparavant.
Les ressources minérales du terrain de ces trois cartes tournent principalement autour des phosphates, calcaire de cimenterie et attapulgites. Le potentiel des argiles, dolomies, minéraux lourds et matériaux pour granulat est aussi à considérer.

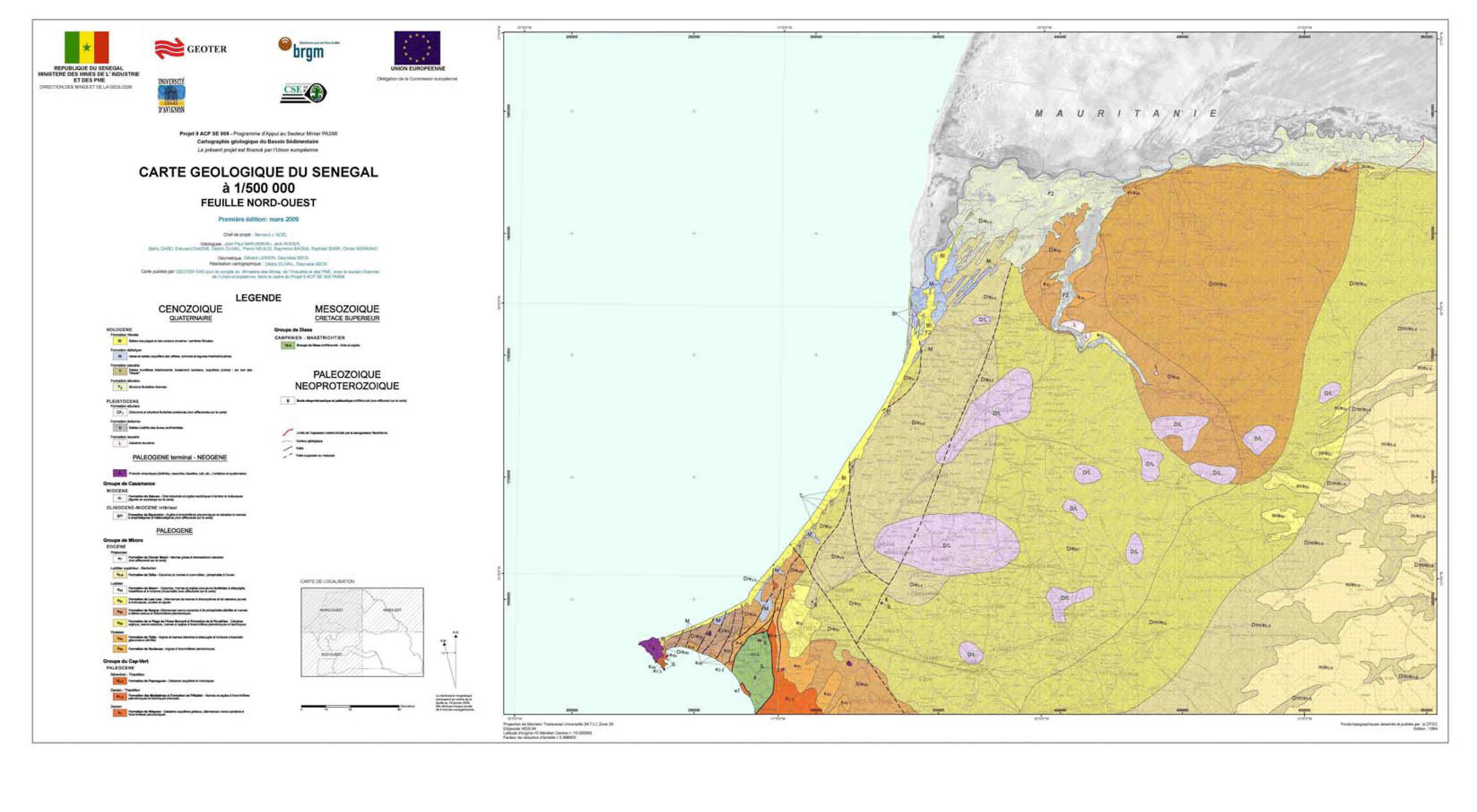
Secteur nord-ouest
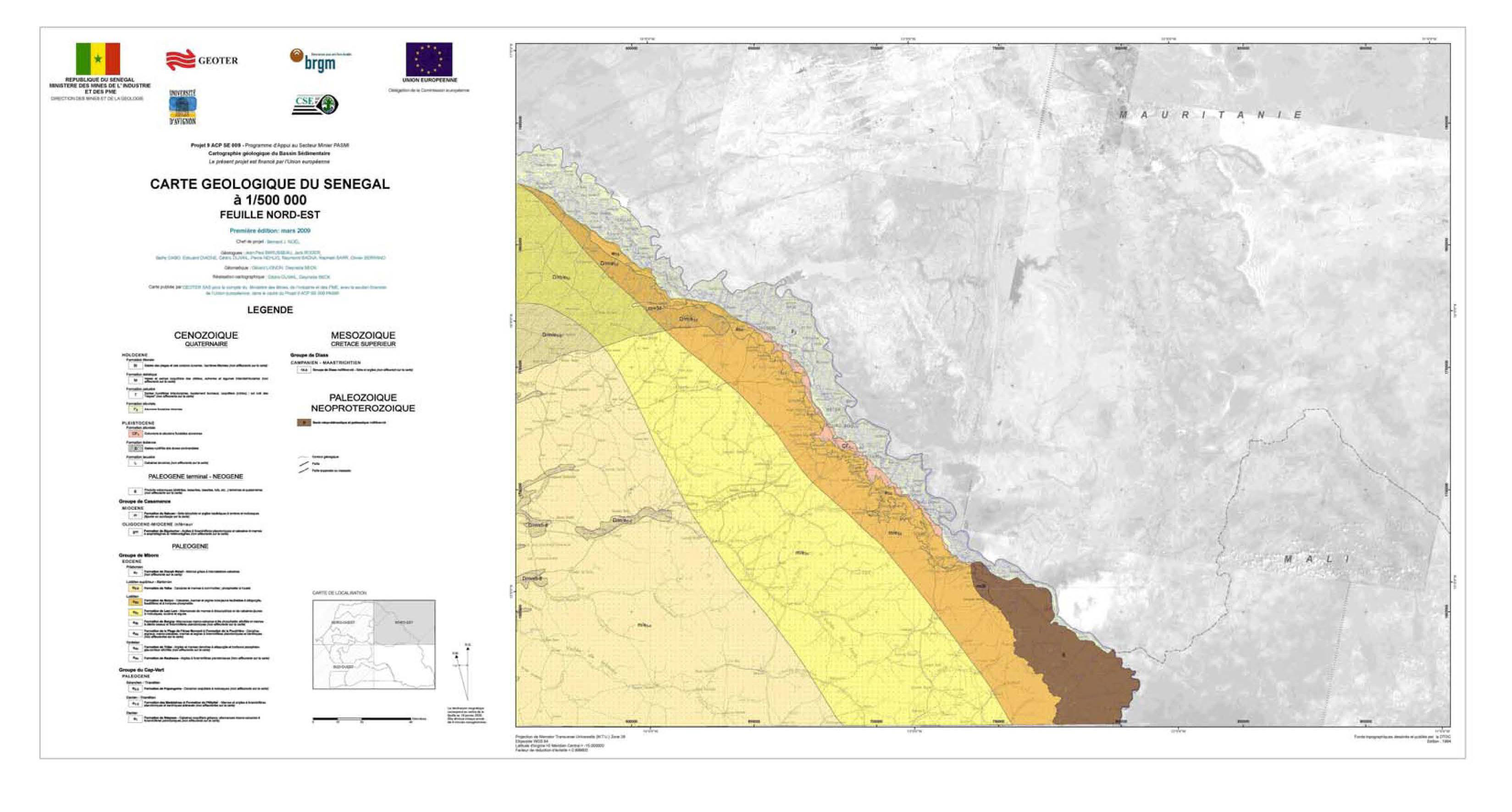
Secteur nord-est
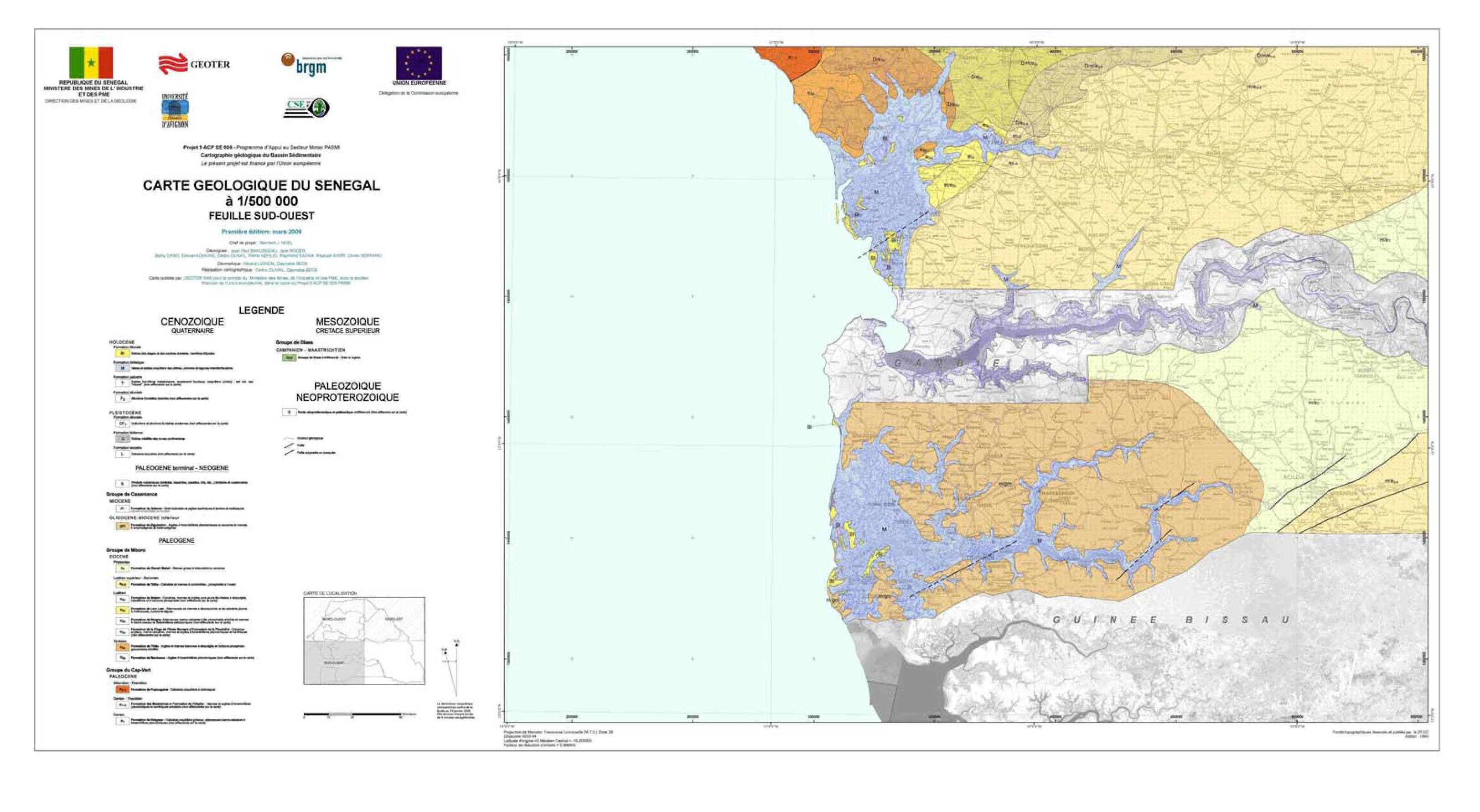
Secteur sud-ouest

### Carte géologique au 1/200 000  (mars 2009)
La révision de six cartes géologiques le long du fleuve Sénégal concerne principalement le substratum cénozoïque de l’Éocène inférieur au Miocène, les formations superficielles pliocènes et quaternaires, et actualise quatre feuilles de la Carte géologique du Sénégal à 1/200 000, ainsi que la partie sénégalaise de deux feuilles de la Carte géologique de la Mauritanie à 1/200 000, réalisées par le BRGM en 1967.
Le passage de la découpe chronostratigraphique prévalant lors des années soixante se fait vers un étagement lithostratigraphique, avec proposition d’abandonner les termes de « continental terminal » – dont le caractère marin est de fait démontré – et de « formation jaune », et de les remplacer respectivement par ceux de « formation du Saloum » et de « membre de Kaédi ».
Un soin particulier est apporté à l’identification et la reconnaissance des formations superficielles : sables éoliens recouvrant le substratum – avec un essai de dater leur mise en place –, mais surtout aux formations fluviales avec la distinction entre les sables de barres de méandre des argiles et limons des cuvettes de décantation, potentiellement cultivables.
Les ressources minérales du terrain de la région de Matam comprennent des gisements de phosphates avec réserves prouvées, ainsi que de la dolomie arénitique reconnue en sondages. Ces deux ressources ainsi que le fait que, depuis la mise en service du barrage de Diama, le fleuve présente jusqu’à cette barrière anti-sel uniquement de l’eau douce, sont des facteurs favorables au développement du potentiel agricole de la vallée.

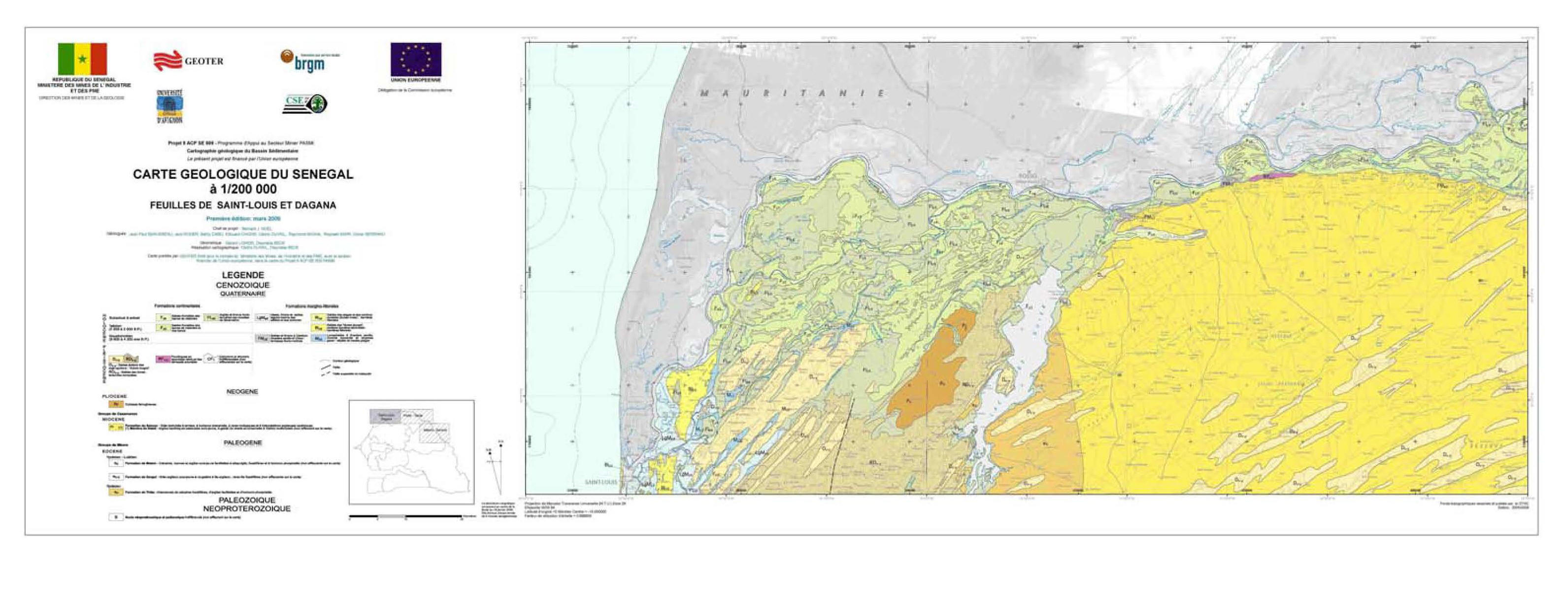
Saint-Louis - Dagana
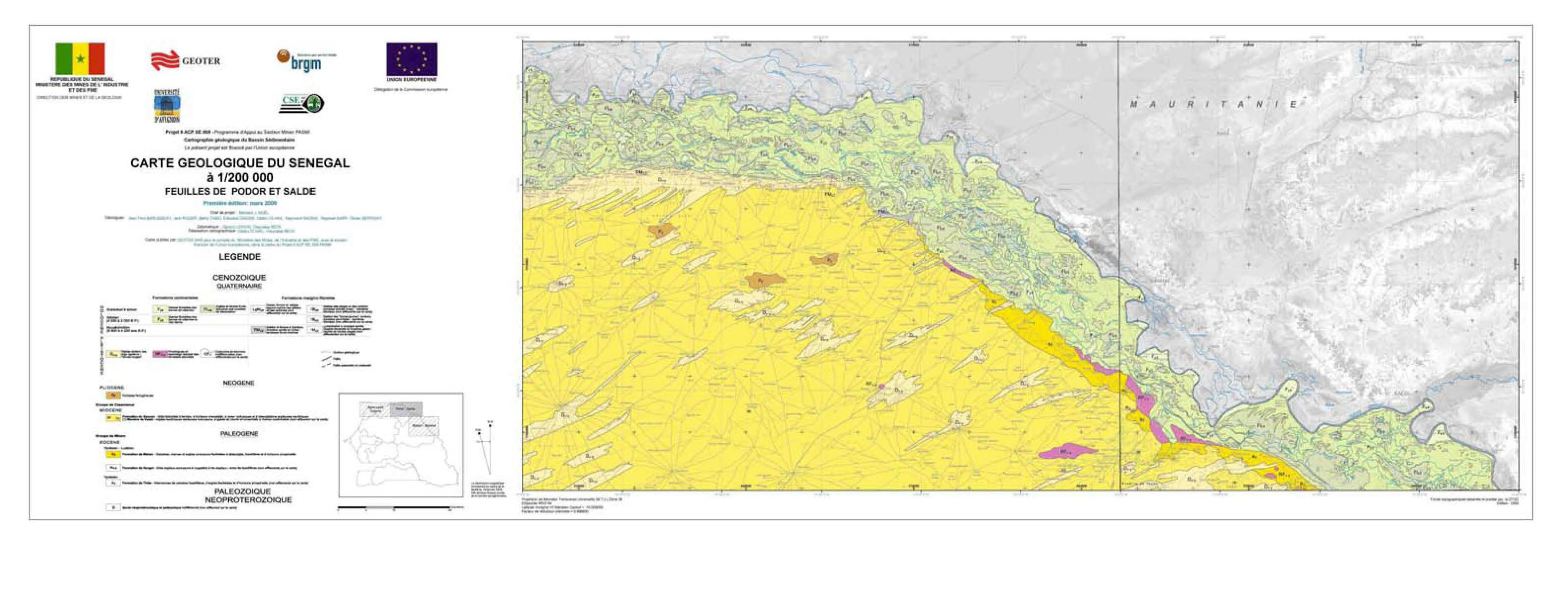
Podor - Saldé
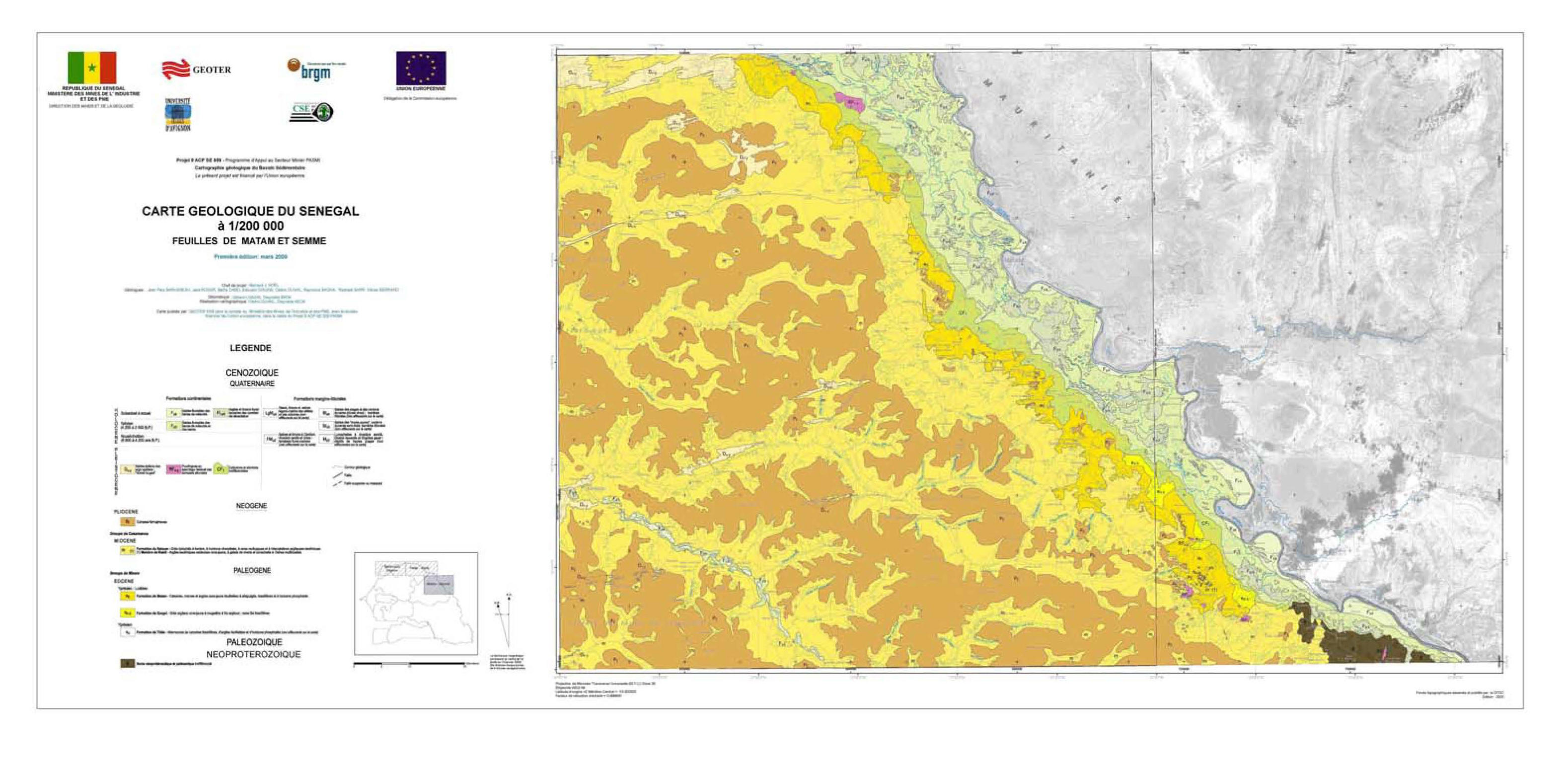
Matam - Semmé